# V-2
Aggregat 4 (A4), mer känd som Vergeltungswaffe 2 eller bara V-2, var den första styrda ballistiska långdistansroboten. Roboten, som drevs av en raketmotor med flytande bränsle, utvecklades under andra världskriget i Tyskland som ett "vedergällningsvapen", skapat i syftet att attackera allierade städer som hämnd för de allierades bombningarna mot tyska städer. V-2:an blev också det första konstgjorda objektet som reste ut i rymden genom att korsa Karmanlinjen med en vertikal uppskjutning med roboten MW 18014 den 20 juni 1944.
Forskningen om militära tillämpningar av långdistansrobotar började när studier av doktorand Wernher von Braun väckte den tyska arméns uppmärksamhet. En av anledningarna till att Tyskland började utveckla V-2:an och andra raketer under 1930-talet var att raketer inte var förbjudna vapen för Tyskland enligt bestämmelserna i Versaillesfreden.

## Raketen
V-2 startade lodrätt från en flyttbar plattform. Styrningen skedde i huvudsak endast under förbränningsfasen av robotbanan. Den utfördes genom att fyra roder tillverkade av grafit påverkade gasströmmen från raketmotorn. Robotens lutning justerades automatiskt med avseende på hastigheten så att när en förutbestämd hastighet uppnåtts var lutningen 45°. Roboten skickade via radio kontinuerligt uppgifter om sin hastighet till en markstation. När den bestämda hastigheten uppnåtts sändes från marken en radiosignal till roboten som stängde av bränsletillförseln. Därefter fortsatte roboten i en parabelbana mot målet. Genom att följa V-2 med radar kunde man, sedan roboten gått in i kastbanefas, via radio i viss mån justera kursen i sidled med hjälp av vanliga aerodynamiska roder. I längdled var dock ingen korrigering möjlig.
Motorn till V-2 bestod av en sluten vätskeraketmotor som använde flytande syre och etanol som bränsle. En del av alkoholen leddes först in i den dubbelväggiga dysan, för att kyla denna. Motorn genererade ungefär 125 kg förbränningsgaser per sekund, vilka strömmade ut med en hastighet av 2000 m/s och gav en dragkraft vid start på 245 kN ("25 ton", 55 000 lbf) och 710 kN ("73 ton", 160 000 lbf) när maxhastigheten uppnåtts. Bränslet pumpades in i brännkammaren av turbindrivna centrifugalpumpar. Turbinerna i sin tur drevs av ånga som genererades av väteperoxid och kaliumpermanganat i en särskild reaktorkammare.

## Tillverkningen
V-2 tillverkades från början på basen Peenemünde på ön Usedom vid Östersjön, men efter en serie bombningar från det brittiska flygvapnet flyttades tillverkningen till en underjordisk bas vid namn Mittelwerk. Från början hade man brist på arbetskraft, men det löste SS när man upprättade koncentrationslägret Dora-Mittelbau. Fångarbetare tvingades arbeta under inhumana förhållanden dygnet runt, vilket medförde att dödstalen var större under tillverkningen än under vapnets användning: 15 000 tvångsarbetare dog till följd av tillverkningen medan ca 5 000 dog till följd av anfallen från V-2. Omkring 6 000 V-2 byggdes i Mittelwerk och av dessa avfyrades omkring 3 200 mot de allierade. Flest antal V-2 skickades mot Antwerpen (ca 1 600) följt av London (ca 1 400).
| Land           | Ort        | Antal |
| -------------- | ---------- | ----- |
|                | Antwerpen  | 1610  |
|                | Liège      | 27    |
|                | Hasselt    | 13    |
|                | Tournai    | 9     |
|                | Mons       | 3     |
|                | Diest      | 2     |
| Belgien        |            | 1664  |
|                | London     | 1358  |
|                | Norwich    | 43    |
|                | Ipswich    | 13    |
| Storbritannien |            | 1402  |
|                | Lille      | 25    |
|                | Paris      | 22    |
|                | Tourcoing  | 19    |
|                | Arras      | 6     |
|                | Cambrai    | 4     |
| Frankrike      |            | 76    |
| Nederländerna  | Maastricht | 19    |
| Tyskland       | Remagen    | 11    |

## V-2 i Sverige

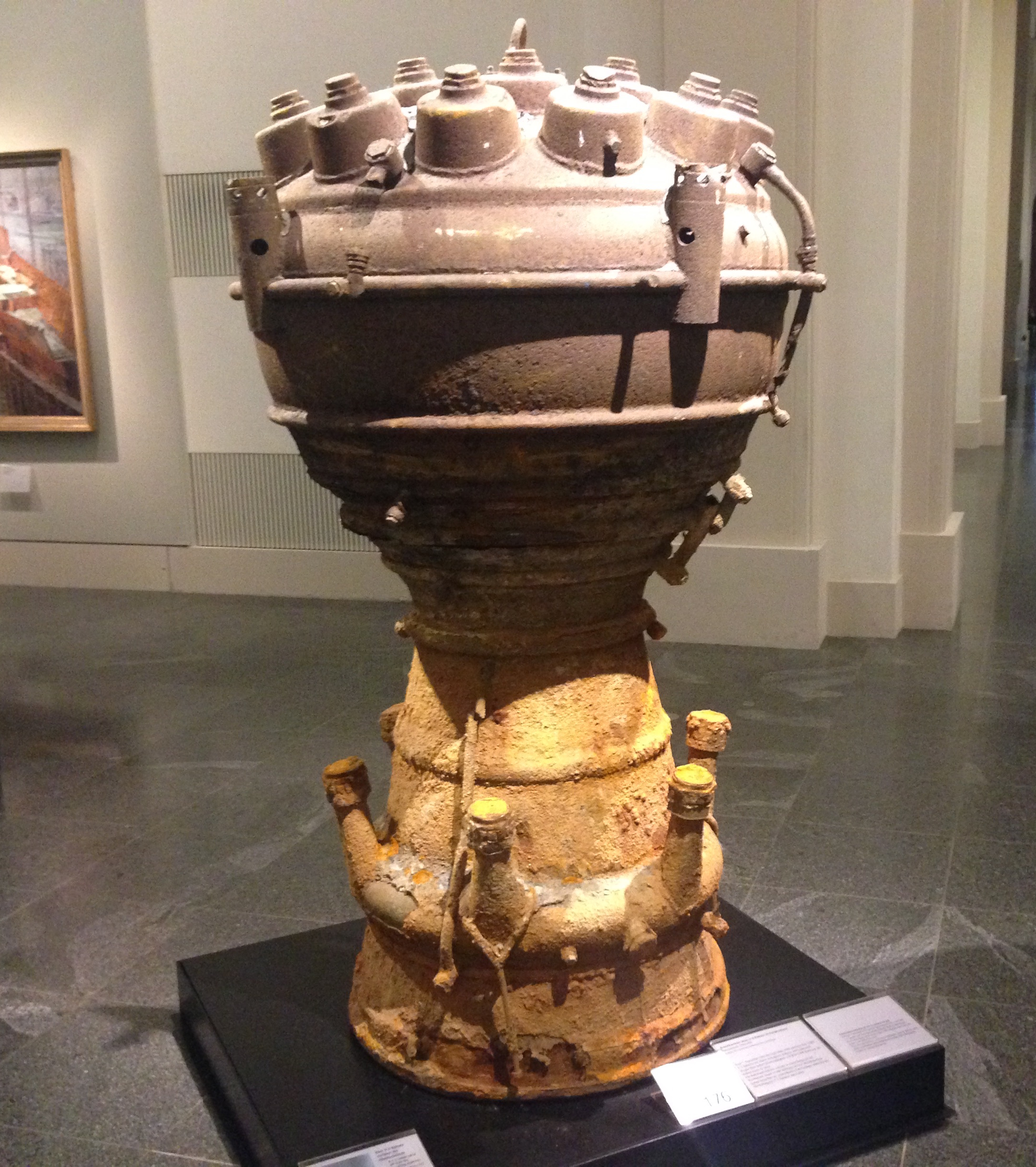
Förbränningskammaren till en V-2-raket.

13 juni 1944 kraschade testraket nummer 4089 utanför Bäckebo i Nybro kommun i Småland och kom att omväxlande kallas Bäckebobomben eller Bäckebotorpeden. Raketen hade avfyrats från Peenemünde och avsågs förmodligen landa i närheten av Bornholm där tyskarna hade observationsstationer för raketexperimenten. Efter att delarna av den störtade raketen samlats ihop undersöktes den vid Flygtekniska Försöksanstalten i Stockholm av en grupp under ledning av flygdirektören och haveriexperten Henry Kjellson. Professorn i Läran om Maskinelement vid KTH Gustav Boestad författade 1944-07-19 en sedermera berömd rapport om Bäckebotorpeden. Därefter skickades den till Storbritannien för analys.

## Övrigt
I september 1944 sattes V-2 för första gången in mot mål i England. På grund av den höga hastighet roboten uppnådde i slutfasen (1700 m/s) fanns det inga motmedel.
V-2 är även benämnd som A4, Aggregat 4, eftersom den var den fjärde raketen i sin utvecklingsserie.
V-2 har stått som modell för de flesta raketer efter andra världskriget. Den sovjetiska SS-1 Scunner var en ren kopia av V-2.

1. Stridsladdning
2. Styrsystem
3. Radioenhet
4. Alkoholtank
5. Robotkropp
6. Syretank
7. Väteperoxidtank
8. Kvävgasbehållare
9. Väteperoxidreaktor
10. Bränslepumpar
11. Bränslemunstycken
12. Motorvagga
13. Brännkammare
14. Fenor
15. Alkoholmunstycken
16. Grafitroder
17. Aerodynamiska roder